# NGC 1137
NGC 1137 este o galaxie spirală situată în constelația Balena. A fost descoperită în 17 octombrie 1885 de către Lewis A. Swift. Se află la o distanță de 40,66 de megaparseci de Pământ.